# Zevenhuizen
Zevenhuizen è una località e un'ex-municipalità dei Paesi Bassi situata nella provincia dell'Olanda Meridionale. Soppressa nel 1991, il suo territorio, è andato a costituire, insieme al territorio della ex-municipalità di Moerkapelle, la municipalità di Moerhuizen, divenendone il capoluogo. Nel 1992 la municipalità di Moerhuizen ha cambiato nome in Zevenhuizen-Moerkapelle e, il 1º gennaio 2010, è stata incorporata nella nuova municipalità di Zuidplas